# Färila socken
Färila socken i Hälsingland är sedan 1971 en del av Ljusdals kommun, från 2016 inom Färila och Kårböle distrikt.
Socknens areal är 1 277,96 kvadratkilometer, varav 1 221,56 land. År 2000 fanns här 3 797 invånare. Småorterna Korskrogen och Kårböle med Kårböle kyrka och Kårböle skans samt tätorten och kyrkbyn Färila med sockenkyrkan Färila kyrka ligger i denna socken.

## Administrativ historik
Färila socken har medeltida ursprung. Under medeltiden utbröts Ytterhogdals socken, 1748 utbröts Los socken.

sockenvapen

Vid kommunreformen 1862 övergick socknens ansvar för de kyrkliga frågorna till Färila församling och för de borgerliga frågorna bildades Färila landskommun. 1923 utbröts ur församlingen Kårböle församling och samtidigt ändrade landskommunen namn till Färila-Kårböle landskommun. Landskommunen namnändrades 1954 åter till Färila landskommun, vilken sedan 1971 uppgick i Ljusdals kommun. Till församlingen återgick 2010 Kårböle församling och församlingen namnändrades samtidigt till Färila-Kårböle församling medan pastoratets namn, Färila pastorat, kvarstod.
1 januari 2016 inrättades distriktet Färila och Kårböle, med samma omfattning som motsvarande församlingar hade 1999/2000 och fick 1923, och vari detta sockenområde ingår.
Socknen har tillhört fögderier, tingslag och domsagor enligt vad som beskrivs i artikeln Hälsingland. De indelta soldaterna tillhörde Hälsinge regemente, Jerfsö kompani.

## Geografi
Färila socken ligger kring Ljusnan. Socknen har odlingsbygd vid älven och är i övrigt höglänt sjörik skogsbygd med höjder som når 574 meter över havet.
Kårböle är enligt vissa forskare Sveriges mitt.

## Fornlämningar
Från stenåldern finns boplatser och från järnåldern gravar.

## Namnet
Namnet (1314 Farelda) kommer från en nu försvunnen by. Namnet innehåller farälde, 'väg, farled', syftande på Pilgrimsleden som passerar här.

## Befolkningsutveckling
| Befolkningsutvecklingen i Färila socken 1750–1990                                                                                     | Befolkningsutvecklingen i Färila socken 1750–1990 | Befolkningsutvecklingen i Färila socken 1750–1990 | Befolkningsutvecklingen i Färila socken 1750–1990 | Befolkningsutvecklingen i Färila socken 1750–1990 |
| --- | ------------------------------------------------- | ------------------------------------------------- | ------------------------------------------------- | ------------------------------------------------- |
| |                                                   |                                                   |                                                   |                                                   |
| År |                                                   |                                                   | Folkmängd                                         |                                                   |
| 1750 | 1750                                              |                                                   | 1 050                                             |                                                   |
| 1760 | 1760                                              |                                                   | 1 148                                             |                                                   |
| 1769 | 1769                                              |                                                   | 1 295                                             |                                                   |
| 1780 | 1780                                              |                                                   | 1 553                                             |                                                   |
| 1790 | 1790                                              |                                                   | 1 766                                             |                                                   |
| 1800 | 1800                                              |                                                   | 2 010                                             |                                                   |
| 1810 | 1810                                              |                                                   | 2 029                                             |                                                   |
| 1820 | 1820                                              |                                                   | 2 213                                             |                                                   |
| 1830 | 1830                                              |                                                   | 2 463                                             |                                                   |
| 1840 | 1840                                              |                                                   | 2 651                                             |                                                   |
| 1850 | 1850                                              |                                                   | 2 884                                             |                                                   |
| 1860 | 1860                                              |                                                   | 3 196                                             |                                                   |
| 1870 | 1870                                              |                                                   | 3 349                                             |                                                   |
| 1880 | 1880                                              |                                                   | 3 981                                             |                                                   |
| 1890 | 1890                                              |                                                   | 4 600                                             |                                                   |
| 1900 | 1900                                              |                                                   | 5 006                                             |                                                   |
| 1910 | 1910                                              |                                                   | 5 228                                             |                                                   |
| 1920 | 1920                                              |                                                   | 5 570                                             |                                                   |
| 1930 | 1930                                              |                                                   | 6 025                                             |                                                   |
| 1940 | 1940                                              |                                                   | 5 978                                             |                                                   |
| 1950 | 1950                                              |                                                   | 5 916                                             |                                                   |
| 1960 | 1960                                              |                                                   | 5 509                                             |                                                   |
| 1970 | 1970                                              |                                                   | 4 713                                             |                                                   |
| 1980 | 1980                                              |                                                   | 4 326                                             |                                                   |
| 1990 | 1990                                              |                                                   | 4 077                                             |                                                   |
| Anm: Tabellen inkluderar Kårböle. Källor: Umeå universitet - Tabellverket 1749-1859, Demografiska databasen, CEDAR, Umeå universitet. |                                                   |                                                   |                                                   |                                                   |